# Eusebius van Caesarea
Eusebius van Caesarea (Grieks: Ευσέβιος ο Καισαρείας) (circa 263 – 339?) was een waarschijnlijk uit Palestina afkomstige christelijke geleerde, en leerling van Pamphilus van Caesarea. Hij leefde van omstreeks 260 tot 340. Rond het jaar 313 werd hij bisschop van Caesarea, de Romeinse hoofdstad van Palestina. Eusebius was enige tijd raadsman van Constantijn de Grote. In de strijd tussen Arius en Athanasius was zijn positie niet eenduidig. Hij schreef de Ekklèsiastikè Historia (Kerkelijke geschiedenis).
Volgens Eusebius beheerste God de kosmos en de wereld en regeerde de keizer het Romeinse Rijk als de pendant van God op aarde.

## Biografie
De exacte geboorteplaats en -datum van Eusebius zijn onbekend. Over zijn jeugd is eveneens weinig bekend. Hij maakte kennis met presbyter Dorotheus in Antiochië en ontving van hem waarschijnlijk exegetisch onderricht. In 296 was hij in Palestina en ontmoette de Romeinse keizer Constantijn, die met Diocletianus het land bezocht. Hij was in Caesarea toen Agapius van Caesarea bisschop was en raakte bevriend met Pamphilus van Caesarea. Met deze Pamphilus schijnt hij de teksten van de Bijbel bestudeerd te hebben, met behulp van Origenes' Hexapla en commentaren die Pamphilus had verzameld, in een poging om een correcte versie voor te bereiden.
In 307 werd Pamphilus gevangengezet, maar Eusebius zette het project voort. De verdediging van Origenes die daaruit resulteerde en waaraan zij samen hadden gewerkt, werd na de dood van Pamphilus door Eusebius voltooid en door hem naar de martelaar in de mijnen van Phaeno in Egypte gestuurd. Eusebius is vermoedelijk naar Tyrus en later naar Egypte getrokken, waar hij voor het eerst van vervolging te lijden kreeg.
Het eerstvolgende dat van hem bekend is, is dat hij vermoedelijk kort na 313 aartsbisschop van Caesarea in Palestina werd, als opvolger van Agapius van Caesarea, van wie we de ambtsperiode niet met zekerheid kennen. Uit de vroegste jaren van Eusebius' ambtsperiode is er niets bekend. Toen het Concilie van Nicea in 325 bijeenkwam, was Eusebius prominent aanwezig tijdens de beraadslagingen. Van aard geen natuurlijke leidersfiguur noch een theoloog, veeleer een zeer geleerd man en beroemd auteur die genoot van de bijzondere gratie van de keizer, trad hij onder de driehonderd leden van het concilie op de voorgrond. De belijdenis die hij voorstelde vormde de basis van het Credo van Nicea.
Eusebius was ook betrokken bij de verdere ontwikkeling van de Ariaanse controverse. In het dispuut met Eustathius van Antiochië, die opkwam tegen de groeiende invloed van Origenes en de allegorische exegese van de Bijbel als wortel van het arianisme, beschuldigde Eusebius, als bewonderaar van Origenes, Eustathius van sabellianisme, als reactie op diens verwijt dat Eusebius afweek van het Niceaanse geloof. Eustathius werd beschuldigd, veroordeeld en afgezet tijdens een synode in Antiochië. Het volk van Antiochië kwam hiertegen in opstand, terwijl de tegenstanders van Eustathius Eusebius voordroegen als nieuwe bisschop, wat hij echter afwees.
Nadat Eustathius was afgezet, trokken Eusebius' aanhangers van leer tegen Athanasius van Alexandrië, een veel gevaarlijker tegenstander. In 334 werd Athanasius opgeroepen voor een synode in Caesarea; hij kwam niet opdagen. Het jaar nadien werd hij opgeroepen om te verschijnen voor de synode in Tyrus, die door Eusebius werd voorgezeten. Athanasius, die de uitkomst voorzag, trok naar Constantinopel om zijn zaak voor de keizer te brengen. Constantijn ontbood de bisschoppen bij het hof, onder wie ook Eusebius. Athanasius werd eind 335 veroordeeld en verbannen. Tijdens dezelfde synode werd ook een andere opponent met succes aangevallen: Marcellus van Ancyra had lange tijd oppositie gevoerd tegen Eusebius en zijn aanhangers en geprotesteerd tegen het eerherstel van Arius. Hij werd beschuldigd van sabellianisme en afgezet in 336. Constantijn overleed het jaar nadien en Eusebius overleefde hem niet lang. Eusebius stierf (waarschijnlijk in Caesarea), uiterlijk in 340, en waarschijnlijk op 30 mei 339.

## Werken
Van de uitgebreide literaire activiteiten van Eusebius bleef een relatief groot gedeelte bewaard. De auteur kon putten uit het groot aantal boeken van de door Origenes gestichte bibliotheek van Caesarea. Hoewel het nageslacht hem van arianisme verdacht, heeft Eusebius zichzelf onmisbaar gemaakt door zijn werkwijze als auteur; zijn uitvoerige en zorgvuldige uittreksels uit oorspronkelijke bronnen bespaarden zijn opvolgers de moeizame arbeid van het opzoeken. Bovendien bleef dankzij de aanhalingen van Eusebius bovendien veel materiaal bewaard dat anders zou zijn verloren gegaan.
De literaire productie van Eusebius weerspiegelt in grote trekken zijn levensloop. Onder invloed van Pamphilus en waarschijnlijk ook Dorotheus van de School van Antiochië, hield hij zich aanvankelijk bezig met Bijbelkritische werken. Naderhand vestigden de vervolgingen onder Diocletianus en Galerius zijn aandacht op de martelaren uit zijn eigen tijd en het verleden, en dit bracht hem tot de geschiedenis van de hele Kerk en uiteindelijk tot de wereldgeschiedenis, wat in zijn ogen slechts een voorbereiding was voor de kerkgeschiedenis.
Daarop volgde de periode van de Ariaanse controverse, en dogmatische kwesties traden op de voorgrond. Het christendom werd uiteindelijk door de staat erkend, wat nieuwe problemen met zich meebracht; er moesten nu een ander soort apologieën worden voorbereid. Ten slotte schreef Eusebius, als theoloog aan het keizerlijk hof, loftuitingen aan het adres van Constantijn. Bij al deze activiteiten moeten nog een aantal diverse geschriften, redevoeringen, brieven en dergelijke gevoegd worden, evenals exegetische werken die zowel commentaren als traktaten op Bijbelse archeologie omvatten en die zich uitstrekken over zijn gehele leven.

### Bijbeltekstkritische werken
Pamphilus en Eusebius hielden zich bezig met tekstkritiek van de Septuagint-tekst van het Oude Testament en vooral van het Nieuwe Testament. Origenes had vermoedelijk al een editie van de Septuagint voorbereid, die volgens Hiëronymus bewerkt en verspreid werd door Eusebius en Pamphilus. Voor een beter overzicht van het materiaal van de vier evangelisten verdeelde Eusebius zijn uitgave van het Nieuwe Testament in paragrafen en voorzag ze van een synoptische tabel, zodat het gemakkelijker werd om de bij elkaar horende pericopen terug te vinden.

### DeKroniek
Het grootste historische werk van Eusebius naast zijn Ekklèsiastikè Historia is zijn kroniek. Deze draagt de Griekse titel Pantodape historia ("Algemene Geschiedenis") en is onderverdeeld in twee delen. Het eerste deel (Grieks: Chronographia, "Annalen") is een kort overzicht van de wereldgeschiedenis, uit de bronnen en gerangschikt volgens naties. In het tweede deel (Grieks: Chronikoi kanones, "Chronologische Canons") wordt een synchroon overzicht gegeven van historisch materiaal, gerangschikt in parallelle kolommen, vergelijkbaar met een tijdlijn. De Kroniek was later fundamenteel voor de geschiedkunde, omdat hij vrij getrouw een aantal verloren gegane bronnen met chronologieën weergaf, zoals de lijst van Olympische kampioenen, de koningslijsten van Manethon en de Babyloniaka van Berossos.
Het originele integrale werk is verloren gegaan, maar het kan gereconstrueerd worden aan de hand van latere chronografisten van de Byzantijnse school die uittreksels uit de Kroniek maakten, in het bijzonder Georgius Syncellus. De tabellen van het tweede deel zijn volledig bewaard in een Latijnse vertaling van Hiëronymus, en beide delen zijn nog voorhanden in een Armeense vertaling. Het verlies van het Griekse origineel heeft aan de Armeense vertaling een bijzonder belang gegeven, aangezien het eerste deel van Eusebius' Kroniek, waarvan slechts enkele fragmenten in het Grieks bestaan, volledig is overgeleverd in het Armeens. De Kroniek zoals hij bewaard gebleven is, loopt tot het jaar 325. Hij werd geschreven vóór de Kerkgeschiedenis.

### Kerkgeschiedenis
In zijn Kerkgeschiedenis of Kerkelijke geschiedenis (Historia Ecclesiastica) ondernam Eusebius naar eigen zeggen een poging om de geschiedenis van de Kerk te beschrijven vanaf de apostelen tot aan zijn eigen tijd, met bijzondere aandacht voor de volgende punten:
1. de opvolgingen van de bisschoppen in de voornaamste bisdommen;
2. de geschiedenis van christelijke leraren;
3. de geschiedenis van ketterijen;
4. de geschiedenis van de Joden;
5. de geschiedenis van de heidenen;
6. de martelaarschappen.

Hij rangschikte zijn materiaal volgens de regeringen van de Romeinse keizers, en gaf het weer zoals hij het in zijn bronnen aantrof. De inhoud is als volgt:
- Boek I: gedetailleerde inleiding op Jezus Christus
- Boek II: de geschiedenis van de tijd der apostelen tot de verwoesting van Jeruzalem door Titus
- Boek III: de daaropvolgende tijd tot Trajanus
- Boeken IV en V: de tweede eeuw
- Boek VI: het periode van Septimius Severus tot Decius
- Boek VII: strekt zich uit tot het uitbreken van de vervolging onder Diocletianus
- Boek VIII: meer over deze vervolging
- Boek IX: geschiedenis tot de overwinning van Constantijn op Maxentius in het Westen en op Maximinus in het Oosten
- Boek X: Het herstel van de kerken en de rebellie door en overwinning op Licinius.

In zijn huidige vorm werd het werk voltooid vóór de dood van Crispus (juli 326), en aangezien boek x opgedragen werd aan Paulinus van Tyrus, die stierf voor 325, aan het eind van 323 of in 324. Het werk vereiste bijzonder uitgebreid voorbereidend studiewerk, en het moet Eusebius gedurende jaren in beslag genomen hebben. Zijn verzameling martelaarschappen van de voorgaande periode is mogelijk een van die voorbereidende studies geweest.
Eusebius wijt de calamiteiten die de Joodse natie overkwamen aan de rol van de Joden in de dood van Jezus. Dit citaat werd naderhand gebruikt om zowel Joden als christenen aan te vallen.
"dat vanaf die tijd scheuringen en oorlogen en valse samenzweringen in snel tempo op elkaar volgden, en nooit ophielden in de stad en in heel Judea, tot de belegering van Vespasianus hun uiteindelijk overmeesterde. Zo overwon de goddelijke wraak de Joden omwille van de misdaden die zij tegen Christus durfden te begaan." (Hist. Eccles. II.6: De Ongelukken die de Joden overspoelden na hun Hoogmoed tegen Christus)
Het gaat hier echter niet louter om antisemitisme in enige hedendaagse zin des woords. Eusebius voert een gelijkaardige aanval uit tegen de christenen, en wees een geest van verdeeldheid aan als oorzaak voor enkele van de zwaarste vervolgingen.
"Maar wanneer we als gevolg van de enorme vrijheid, vervielen in laksheid en sleur, en elkaar benijdden en belasterden, en als het ware bijna de wapens tegen elkaar opnamen, en heersers andere heersers belaagden met woorden als speren, mensen facties vormden tegen andere mensen, en een monsterachtige hypocrisie en huichelarij steeg tot de grootste hoogte van verdorvenheid, dan kwelde de goddelijke voorzienigheid zachtjes en met mate het episcopaat met verdraagzaamheid volgens haar goeddunken, terwijl de menigten nochtans voortgingen zich te verzamelen. (Hist. Eccles. VIII.1: De gebeurtenissen die voorafgingen aan de vervolging in onze tijd.)

### Leven van Constantijn
Eusebius' Leven van Constantijn (Vita Constantini) werd samengesteld na de dood van de keizer en de verkiezing van zijn drie zonen tot Augusti (337). Door zijn stijl en keuze van de feiten is het werk meer een retorisch lofdicht op de keizer dan een historisch werk, en dus geen volwaardige voortzetting van de Kerkgeschiedenis. Niettemin is het van grote waarde omwille van de talrijke documenten die er in opgenomen werden zoals de verschillende christelijke vervolgingsedicten van Diocletianus. Zoals de historicus Socrates Scholasticus stelde bij de aanvang van zijn geschiedenis, die was bedoeld als voortzetting van Eusebius' werk, "Ook in de beschrijving van het leven van Constantijn, heeft deze auteur slechts zijdelings zaken behandeld betreffende Arius, aangezien hij meer begaan was met de retorische afwerking van zijn werk en de lofprijzingen van de keizer dan met de accurate weergave van feiten." Het werk was niet voltooid bij de dood van Eusebius.

### Kleinere historische werken
Voordat hij zijn kerkgeschiedenis had samengesteld, publiceerde Eusebius een reeks martelaarslevens van de voorbije periode en een biografie van Pamphilus. Het martyrologium bleef niet als geheel bewaard, maar is bijna integraal overgeleverd in delen. Het bevatte:
1. een brief van de congregatie van Smyrna betreffende het martelaarschap van Polycarpus;
2. de martelaarsakte van Pionius;
3. de martelaarsakte van Carpus, Papylus en Agathonike;
4. de martelaarsakten in de gemeenschappen van Vienne en Lyon;
5. de martelaarsakte van Apollonius.

Van de vita van Pamphilus bleef slechts een fragment bewaard. Een werk over de martelaren van Palestina in de tijd van Diocletianus werd geschreven na 311; talrijke fragmenten zijn verspreid in legendenboeken die tot nog toe niet bij elkaar gebracht zijn.

### Apologetische en dogmatische werken
In deze werken trachtte Eusebios voor een ontwikkeld lezerspubliek van christenen en niet-christenen de geschiedkundige onvermijdelijkheid en de redelijke vanzelfsprekendheid van de uiteindelijke christelijke overwinning te verklaren. Zijn werken zijn geschreven in een duidelijk eschatologisch perspectief. 

Tot de categorie van apologetische en dogmatische werken behoren:
1. de Apologie voor Origenes, waarvan de eerste vijf boeken geschreven werden door Pamphilus tijdens diens gevangenschap en met de hulp van Eusebius, zoals Photius duidelijk stelt. Na de dood van Pamphilus voegde Eusebius een zesde boek toe. We beschikken enkel over een Latijnse vertaling van het eerste boek van de hand van Rufinus;
2. een traktaat tegen Sossianus Hierocles (een Romeins gouverneur en neoplatonistisch filosoof), waarin Eusebius Hierocles' verheerlijking van Apollonius van Tyana in een werk met de titel "Een waarheidslievende uiteenzetting". bestreed (Grieks, Philalethes logos) - dit werk staat bekend als Contra Hieroclem en werd in het Nederlands vertaald.[5] Het werk komt neer op een geleerde weerlegging van de aanvallen op het christendom.
3. Praeparatio Evangelica ('Voorbereiding van het Evangelie'), algemeen bekend onder zijn Latijnse titel, waarin Eusebius de voortreffelijkheid van het christendom tegenover elke heidense religie en filosofie wil aantonen. De Praeparatio beslaat vijftien boekdelen die integraal bewaard gebleven zijn. Eusebius beschouwde het werk als een introductie op het christendom voor heidenen, maar de waarde voor vele latere lezers bestaat erin dat Eusebius de tekst heeft opgeluisterd met tal van fascinerende en levendige fragmenten van historici en filosofen die nergens anders bewaard werden. Alleen in dit werk is een samenvatting bewaard gebleven van de geschriften van de Fenicische priester Sanchuniathon, waarvan de nauwkeurigheid werd aangetoond dankzij de mythologische verslagen, aangetroffen op de tabletten van Ugarit, alleen hier vinden we het verslag van Diodorus Siculus' zesde boek over Euhemerus' wonderbare reis naar het eiland Panchaea waar Euhemerus voorgeeft zijn ware geschiedenis van de goden gevonden te hebben, en bijna nergens elders zijn er geschriften bewaard van de neoplatonistische filosoof Atticus, naast talrijke andere zaken.
4. Demonstratio Evangelica ('Bewijs van de Waarheid van het Evangelie') is nauw verbonden met de Praeparatio en bestaat oorspronkelijk uit twintig boeken, waarvan er tien volledig bewaard gebleven zijn, evenals een fragment van het vijftiende boek. In dit werk behandelt Eusebius de persoon van Jezus Christus. Het werk was waarschijnlijk voltooid voor 311;
5. een ander werk dat tot stand kwam in de tijd van de vervolging, getiteld "Profetische Uittreksels" (Eklogai prophetikai). In vier boeken bespreekt het de Messiaanse teksten van de Schrift. Het werk is eigenlijk het deel (boeken 6-9) dat bewaard gebleven is van de Algemene basisinleiding op het christelijk geloof, die verloren gegaan is.
6. het traktaat "Over de Goddelijke Openbaring" (Peri theophaneias), dat uit een veel latere periode dateert. Het handelt over de vleeswording van het Goddelijke, de Logos, en de inhoud is grotendeels identiek aan de Demonstratio Evangelica. In het Grieks bleven slechts fragmenten vertaald, maar een complete Syrische vertaling van de Theophania bleef bewaard in een vroegvijfde-eeuws manuscript.
7. het polemische traktaat "Tegen Marcellus," daterend van omstreeks 337;
8. een supplement bij het laatstgenoemde werk, onder de titel "Over de Theologie van de Kerk," waarin hij de Niceaanse doctrine over de Logos tegen de groep rond Athanasius verdedigde.

Verder zijn een aantal werken die tot deze categorie behoren, volledig verloren gegaan.

### Exegetische en verscheiden werken
Alle exegetische werken van Eusebius hebben schade geleden bij hun overlevering. De meerderheid is slechts bekend aan de hand van lange uittreksels geciteerd in catena-commentaren. Deze uittreksels zijn echter behoorlijk uitgebreid. Nog voorhanden zijn:
1. een enorm commentaar op de psalmen;
2. een commentaar op Jesaja, min of meer volledig aangetroffen in een manuscript in Firenze in het begin van de 20ste eeuw en 50 jaar later uitgegeven;
3. kleine fragmenten van commentaren op Romeinen en Korinthiërs 1.

Eusebius schreef ook een werk "Over de Verschillen tussen de Evangeliën" (met oplossingen). Met dit werk had hij de bedoeling om tegenspraken in de verslagen van de verschillende evangelisten met elkaar in oereenstemming te brengen. Het werk overleefde tot in de 16de eeuw, maar geraakte toen verloren. In de 19e eeuw werd echter een lange samenvatting ontdekt en er zijn ook lange citaten in de Catena op Lucas van Nicetas. Het origineel werd ook in het Syrisch vertaald, en er zijn ook lange citaten overgeleverd in een catena in die taal.
Eusebius schreef ook traktaten over Bijbelse archeologie:
1. een werk over de Griekse equivalenten van Hebreeuwse geslachtsnamen;
2. een beschrijving van het oude Judea met een verslag over de teloorgang van de tien stammen van toen;
3. een plan van Jeruzalem en de Tempel van Salomon.

Deze drie traktaten gingen verloren.
Een werk bekend als het Onomasticon, in het belangrijkste Griekse manuscript als volgt getiteld: "Betreffende de Plaatsnamen in de Heilige Schrift", bestaat nog steeds. Dit is een alfabetisch woordenboek van Bijbelse plaatsnamen, vaak voorzien van identificaties met plaatsen die bestonden in Eusebius' tijd.
Vermelden we verder de toespraken en preken, waarvan sommige bewaard bleven. Bijvoorbeeld een preek op de wijding van de kerk in Tyrus en een toespraak bij de dertigste verjaardag van de regering van Constantijn (336).
Het merendeel van Eusebius' brieven is verloren gegaan. Zijn brieven aan Carpianus en Flacillus zijn integraal bewaard gebleven, evenals fragmenten van een brief aan keizerin Constantia.

## Beoordeling van Eusebius

### Leer
Vanuit dogmatisch standpunt steunt Eusebius volledig op Origenes en Arius. Net als Origenes vertrok hij vanuit de fundamentele idee van de absolute soevereiniteit (monarchia) van God. God is de oorzaak van alle schepselen. Maar hij is niet slechts een oorzaak; in hem zit alle goed besloten, van hem gaat alle leven uit en hij is de bron van alle deugd. God heeft Christus in de wereld gezonden opdat die deel zou hebben aan de zegeningen die in Gods wezen vervat zitten. Christus is God en is een straal van het eeuwige licht; maar het beeld van de straal is door Eusebius dermate beperkt dat hij uitdrukkelijk het zelfbestaan van Jezus benadrukt.
Eusebius was erop uit het onderscheid tussen de personae van de Drievuldigheid en de ondergeschiktheid van de Zoon (Logos, of Woord) aan God te beklemtonen (hij noemt hem nooit theos), want in alle tegengestelde pogingen vermoedde hij een vorm van polytheïsme of sabellianisme. De Zoon (Jezus), zo stelde het arianisme, is een schepsel van God die volgens Eusebius voor alle tijd tot stand kwam. Jezus handelt als het orgaan, het instrument van God, de schepper van het leven, het beginsel van elke openbaring. God is Hij, die in zijn absoluutheid en transcendentie, troont boven de hele wereld. De Zoon is
Logos, afgeleid schepsel, en niet waarlijk God, zoals de Vader dat is. Als Jezus God zou zijn, kon God blijkbaar veranderen en dat kon volgens Eusebius niet: Eusebius ging er, zoals de meeste vroege theologen, van uit dat God onveranderlijk was. In Jezus nam God een menselijk lichaam aan zonder de onveranderlijke goddelijke Vader te wijzigen. De relatie van de Heilige Geest binnen de Drievuldigheid werd door Eusebius dan op een gelijkaardige manier verklaard als de relatie tussen de Zoon en de Vader.
Geen enkel punt in deze leer is oorspronkelijk van Eusebius, alles verwijst naar zijn leraren Arius en Origenes. Het gebrek aan oorspronkelijkheid in zijn denken blijkt uit het feit dat hij zijn ideeën nooit in één systematisch geheel neerschreef. Na voor zijn ketterij bijna geëxcommuniceerd geweest te zijn door Alexander van Alexandrië, onderwierp Eusebius zich en verklaarde zich akkoord met de Geloofsbelijdenis van Nicea tijdens het Eerste Concilie van Nicea.

### Beperkingen
Eusebius, die het Romeinse Keizerrijk en de Keizerlijke Kerk als nauw verbonden zag, wordt vaak beschouwd als de eerste christelijke hoftheoloog in dienst van het Constantijnse Romeinse Rijk. Niettegenstaande de grote invloed van zijn werk op anderen, was Eusebius zelf geen groot historicus. Zijn behandeling van ketterij bijvoorbeeld is ontoereikend, en hij wist zeer weinig van de Westelijke kerk. Zijn historische werken zijn in werkelijkheid apologetisch van aard. In zijn Kerkgeschiedenis, Vol. 8, hoofdstuk 2, schrijft hij zelf: "We zullen in deze geschiedenis slechts die gebeurtenissen ter sprake brengen die nuttig kunnen zijn voor onszelf en vervolgens voor het nageslacht", hoewel dit enkel verwijst naar de uittreksels uit zijn Geschiedenis van de Martelaren van Palestina die de rest van boek 8 omvat.
In zijn Praeparatio evangelica (xii, 31), last Eusebius een passage in over het gebruik van ficties (pseudos) als een "medicijn", die "gerechtvaardigd en passend" kan zijn. In zijn "Kerkgeschiedenis" meldde Eusebius dat hij brieven had gevonden die geschreven heetten te zijn tussen Koning Abgar en Jezus. Deze punten hebben naast andere tot controverse geleid. Zo deed Jacob Burckhardt Eusebius af als "de eerste werkelijk oneerlijke historicus in de oudheid", hij stond met dit standpunt niet alleen. 
Andere auteurs die Eusebius van oneerlijkheid beschuldigden deden dat meestal in navolging van Edward Gibbon.
- Gibbon deed zijn getuigenis over het aantal martelaren en betwistte zijn eerlijkheid door te verwijzen naar twee passages. De eerste is de hierboven aangehaalde uit boek 8, hoofdstuk 2 van zijn Kerkgeschiedenis, uit de inleiding van zijn uiteenzetting over de Grote Vervolging onder Diocletianus: En daarom hebben we beslist om over hen niets te verhalen behalve de dingen waarin we het Goddelijk oordeel kunnen aantonen. […] We zullen in deze geschiedenis slechts die gebeurtenissen ter sprake brengen die nuttig kunnen zijn voor onszelf en vervolgens voor het nageslacht.". De tweede passage, in de Martelaren van Palestina, hoofdstuk 12, waarin Eusebius een lange lijst van gebeurtenissen opsomt die hij zegt weg te laten uit zijn tekst:

Ik acht het beter om alle andere gebeurtenissen over te slaan die in de tussentijd gebeurd zijn: zoals […] de machtswellust vanwege velen, de wanordelijke en onwettige benoemingen, en de schisma's tussen de belijders zelf; ook de nieuwigheden die ijverig bedacht werden tegen de overblijfselen van de Kerk door de nieuwe en partijdige leden, die vernieuwing na vernieuwing toevoegden en meedogenloos opdrongen onder de rampen van de vervolging, tegenslag op tegenslag stapelend. Ik acht het passender om het verslag van deze dingen te ontwijken en te vermijden, zoals ik bij het begin gesteld heb.
- Gibbon wees er ook op dat de titel van het hoofdstuk Eusebius' Praeparatio evangelica (xii, 31), vermeldt hoe ficties (pseudos) — dat Gibbon taalkundig gezien correct vertaalde in 'onwaarheden' — een "medicijn" kunnen zijn, dat "gewettigd en passend" kan zijn om te gebruiken.[7]
- Critici van Eusebius' werk citeren de panegyrische toon van deVita, en de weglating van interne Christelijke conflicten in de Canones, als gronden om zijn geschriften met omzichtigheid te benaderen.[10]

Maar andere meningen schijnen zwaarder door te wegen.
- Joseph Lightfoot verwierp de argumenten van Gibbon,[11] door erop te wijzen dat Eusebius' erg openhartige mededelingen zijn eerlijkheid onderstrepen over de punten die hij niet zou bespreken, naast zijn beperkingen als historicus door dergelijk materiaal niet mee op te nemen. Hij bespreekt ook de kwestie van nauwkeurigheid:

The manner in which Eusebius deals with his very numerous quotations elsewhere, where we can test his honesty, is a sufficient vindication against this unjust charge. ("De manier waarop Eusebius omgaat met zijn talrijke citaten, waar we zijn eerlijkheid kunnen toetsen, is voldoende verdediging tegen deze onrechtvaardige aanklacht.")
Tegelijk aanvaardt hij dat Eusebius niet altijd betrouwbaar is:
A far more serious drawback to his value as a historian is the loose and uncritical spirit in which he sometimes deals with his materials. This shews itself in diverse ways. (a) He is not always to be trusted in his discrimination of genuine and spurious documents." ("Een veel ernstiger bezwaar tegen zijn waarde als historicus is de losse en onkritische geest waarin hij soms met zijn (bronnen)materiaal omgaat. Dit blijkt op verschillende manieren. (a) Hij kan niet altijd vertrouwd worden in zijn onderscheid tussen authentieke en valse documenten.")
- G.A. Williamson schreef het volgende:

Gibbon's notorious sneer … was effectively disposed of by Lightfoot, who fully vindicated Eusebius' honour as a narrator 'against this unjust charge'. ("Gibbons beruchte sneer … werd op effectieve wijze weerlegd door Lightfoot, die de eer van Eusebius als verteller 'tegen deze onrechtvaardige aanklacht' ten volle rehabiliteerde.")
- Averil Cameron en Stuart Hall, in hun recente Engels vertaling van het Life of Constantine wijzen erop dat schrijvers als Burckhardt het nodig vonden Eusebius aan te vallen om op die manier de ideologische legitimiteit te ondermijnen van het Habsburgse rijk, dat zichzelf baseerde op de idee van een Christelijk Rijk afgeleid van Constantijn, en dat de meest controversiële brief in het Life sindsdien werd teruggevonden in de papyri van Egypte.[13]
- Michael J. Hollerich, in antwoord op Burckhardts kritiek op Eusebius, is van mening dat die veel te ver gaat. In "Church History" (Vol. 59, 1990), schrijft hij dat sinds Burckhardt,

Eusebius has been an inviting target for students of the Constantinian era. At one time or another they have characterized him as a political propagandist, a good courtier, the shrewd and worldly adviser of the Emperor Constantine, the great publicist of the first Christian emperor, the first in a long succession of ecclesiastical politicians, the herald of Byzantinism, a political theologian, a political metaphysician, and a caesaropapist. It is obvious that these are not, in the main, neutral descriptions. Much traditional scholarship, sometimes with barely suppressed disdain, has regarded Eusebius as one who risked his orthodoxy and perhaps his character because of his zeal for the Constantinian establishment.
Eusebius is een uitnodigend doelwit voor hen die het Constantijnse tijdperk bestuderen. In de loop der jaren werd hij betiteld als politiek propagandist, een goed hoveling, de sluwe en wereldlijke adviseur van keizer Constantijn, de grote publicist van de eerste Christelijke keizer, de eerste in een lange opeenvolging van kerkelijke politici, de heraut van het Byzantinisme, een politiek theoloog, een politiek metafysicus en een caesaropapist. Het is evident dat deze over het algemeen geen neutrale beschrijvingen zijn. Vele traditionele wetenschappers, vaak met nauw verholen minachting, beschouwden Eusebius als iemand die zijn orthodoxie en zijn persoonlijkheid op het spel zetten omwille van zijn ijver voor de Constantijnse gevestigde macht.
Hij concludeert:
"De standaard beoordeling heeft het belang van politieke thema's en politieke motieven in Eusebius' leven overschat en hem tekort gedaan als een man van de kerk en een wetenschapper."
Terwijl velen Burckhardts waardeoordeel, vooral met betrekking tot het Leven van Constantijn deelden, hebben anderen, zonder zijn verdiensten te willen ophemelen, de onvervangbare waarde van zijn werken erkend. De waarde van zijn werken werd over het algemeen gezocht in de uitvoerige citaten die zij bevatten van andere, vaak verloren gegane bronnen.

## In Nederlandse vertaling
- Eusebius' Kerkgeschiedenis, vertaald, bewerkt en van aantekeningen voorzien door Chris Fahner, 2000. ISBN 9023906799